# Вилгатс, Кайре
Кайре Вилгатс (эст. Kaire Vilgats, род. 11 января 1976 года, Пярну, Эстония) — эстонская певица и актриса мюзиклов.
Кайре Вилгатс родилась и провела детство в городе Пярну. Она училась в музыкальной школе по классу аккордеона. Позже стала изучать вокальную технику в Таллинском музыкальном училище имени Георга Отса, где её наставником была сначала Сильви Врайт, а позже — Кадри Коппель и Берт Принг. С 1999 по 2000 годы Вилгатс работала в музыкальном училище концертмейстером, а с 2008 года стала музыкальным руководителем Эстонского молодёжного кукольного театра.
Кайре Вилгатс успешно выступила на конкурсе молодых певцов Two Beats Ahead, после чего работала бэк-вокалисткой. Вилгатс была участницей команды представителей Евровидения от Эстонии (2000) и Мальты (2002 год).
В составе группы Family в 2001 году выпустила диск We Are Family. Выступала как в составе хорового ансамбля, так и сольно. Принимала участие в качестве солистки в спектакле «M is for Man, Music, Mozart», а также в постановке «Волшебной флейты» Моцарта.